# Municipio de Liberty (condado de Putnam, Misuri)
El municipio de Liberty (en inglés: Liberty Township) es un municipio ubicado en el condado de Putnam en el estado estadounidense de Misuri. En el año 2010 tenía una población de 218 habitantes y una densidad poblacional de 1,75 personas por km².

## Geografía
El municipio de Liberty se encuentra ubicado en las coordenadas 40°31′49″N 92°48′18″O / 40.53028, -92.80500. Según la Oficina del Censo de los Estados Unidos, el municipio tiene una superficie total de 124.35 km², de la cual 124,35 km² corresponden a tierra firme y (0 %) 0 km² es agua.

## Demografía
Según el censo de 2010, había 218 personas residiendo en el municipio de Liberty. La densidad de población era de 1,75 hab./km². De los 218 habitantes, el municipio de Liberty estaba compuesto por el 97,71 % blancos, el 0,46 % eran amerindios y el 1,83 % eran de una mezcla de razas. Del total de la población el 1,38 % eran hispanos o latinos de cualquier raza.